# Autorité régionale du Darfour
L'autorité régionale du Darfour (en arabe : السلطة الإنتقالية الإقليمية لدارفور, al-slTa al-intqalia al-iqlimia al-darfor, abrégé en ARD) est un organe administratif provisoire de la république du Soudan. Il a été installé comme instance de transition pour le Darfour en avril 2007 en application de l'accord d'Abuja signé en mai 2006. Son siège est situé à El-Fasher dans l'État du Darfour du Nord.
L'organe actuel a été réformé à la suite d'une révision des accords de paix le 14 juillet 2011 prévoyant l'acquisition de pouvoirs exécutifs et législatifs. Cette réforme a vu la nomination de Tijani Sese comme président de l'autorité régionale le 20 septembre 2011 et le début de l'exercice effectif des pouvoirs le 8 février 2012.

## Historique
Une tentative de résolution du conflit au Darfour a été entreprise dès février 2003. Les négociations ont débouché en mai 2006 sur les accords de paix signés par le gouvernement soudanais et par un seul des groupes rebelles, l'armée de libération du Soudan dirigée par Minni Minnawi. Le Mouvement pour la justice et l'égalité a de son côté rejeté tout accord de paix, ce qui a eu pour conséquence la poursuite des combats.
Les accords prévoient la création d'une autorité régionale de transition, qui est formellement créée en avril 2007. Elle est composée de six commissions, dont le fond pour la reconstruction et le développement du Darfour (FRDD) qui constitue véritablement la colonne vertébrale de l'autorité régionale. Le FRDD a été fondée par Abdelgabar Dosa. La commission a élaboré un plan de reconstruction et de développement pour la période 2008-2015 et répondant aux normes internationales. En 2008, le gouvernement soudanais a manqué à ses obligations d'allouer les fonds d'amorçage (700 millions de dollars) convenu dans l'accord Abdelgabar Dosa démissionne et vit depuis comme réfugié au Royaume-Uni.
En décembre 2010, l'armée de libération du Soudan se retire des accords de paix et de l'autorité régionale. Son chef Minni Minnawi fuit au Soudan du Sud, alors sous contrôle rebelle, et est démis de ses fonctions de président de l'autorité régionale et de conseiller du président du Soudan. Shartai Jaafar Abdel Hakam est désigné comme nouveau président de l'ARD et exclu dix autres membres des commissions issus du Mouvement de libération du Soudan.
En juin 2011, un nouvel accord de paix est proposé par les médiateurs internationaux au forum pour la paix de Doha, au Qatar. Ce nouvel accord a été destiné à remplacer celui de 2006 et comprend des dispositions pour la création d'un poste de vice-président du Darfour et d'une structure administrative incluant à la fois les États (dans le cadre du processus de paix, deux États supplémentaires devaient être créés en janvier 2012 au Darfour) et une autorité régionale chargée de superviser le Darfour dans son ensemble. Le nouvel accord a été signé par le gouvernement soudanais et le Mouvement de libération et de la justice le 14 juillet 2011. L'armée de libération du Soudan et le Mouvement pour la justice et égalité n'ont pas signé le nouveau document, mais ont eu trois mois pour le faire si elles le souhaitaient. La mise en œuvre du nouvel accord a commencé le 20 septembre 2011, lorsque Tijani Sese a été nommé président de l'ARD par Omar el-Béchir, président du Soudan. Sese a prêté serment en octobre 2011 et les autres membres de l'exécutif ont été nommés en janvier 2012. Les deux nouveaux États (Darfour oriental et  Darfour central) ont été créés en même temps, portant ainsi à cinq le nombre d'États fédérés au Darfour. La nouvelle autorité régionale est pleinement opérationnelle à partir du 8 février 2012.

## Organisation
L'accord de paix de Doha prévoit une structure administrative composée des États fédérés (au nombre de trois, puis de cinq en janvier 2012) et de l'autorité stratégique supervisant l'ensemble de la région. L’autorité régionale est composée d'un exécutif et d'un corps législatif, le conseil du Darfour.

### L'exécutif de l'autorité régionale
L'exécutif du Darfour est dirigé par un président. Il comprend également un vice-président, les gouverneurs des cinq États du Darfour, les ministres et les chefs des commissions ad hoc. Le président est Tijani Sese, par ailleurs chef du Mouvement de libération et de la justice. Le vice-président est nommé par le gouvernement central.

#### Membres de l'exécutif
| Personne                         | Fonction                                                                         |
| -------------------------------- | -------------------------------------------------------------------------------- |
| Tijani Sese                      | Président                                                                        |
| Yousif Tibin                     | Gouverneur de l'État du Darfour central                                          |
| Abdul-Hamid Musa Kasha           | Gouverneur de l'État du Darfour oriental                                         |
| Osman Mohamed Yousif Kibir       | Gouverneur de l'État du Darfour du Nord                                          |
| Hammad Ismail Hammad Abdul-Karim | Gouverneur de l'État du Darfour du Sud                                           |
| Yousif Al-Shenbali               | Gouverneur de l'État du Darfour occidental                                       |
| Amna Haroun Muhammed Ali         | Ministre des finances et de l'économie                                           |
| Osman Ahmed Fadul Wash           | Ministre de la technologie, du développement et de la reconstruction             |
| Abdul Hamid Ahmed Amin           | Commissaire pour la justice et la réconciliation                                 |
| Azhari Shatta                    | Commissaire pour les retours volontaires, la réinstallation et les compensations |

#### Liste des présidents
| Période                             | Personne                   | Parti                                      |
| ----------------------------------- | -------------------------- | ------------------------------------------ |
| 23 avril 2007 - 5 décembre 2010     | Minni Minnawi              | Armée de libération du Soudan              |
| 5 décembre 2010 - 20 septembre 2011 | Shartai Jaafar Abdel Hakam | Congrès national                           |
| depuis le 20 septembre 2011         | Tijani Sese                | Mouvement pour la libération et la justice |

### Le Conseil du Darfour
Le Conseil du Darfour est composé de 66 membres issus des mouvements armés et des législatures des cinq États fédérés. Le Conseil s'est réuni pour la première fois en janvier 2013 à Nyala, dans le Darfour du Sud.

## Vers un statut permanent
En application de l'accord de paix, le gouvernement soudanais organise un référendum sur l'avenir des institutions mises en place. Initialement prévu pour juillet 2011, celui-ci se déroule sur trois jours à partir du 11 avril 2016. Les électeurs ont le choix entre le maintien du statu quo et la création d'une région composée des cinq États du Darfour et disposant de ses propres gouvernement et constitution.
La communauté internationale, en particulier les États-Unis, ne considère pas ce référendum comme crédible eu égard à la situation sur place où des combats sporadiques ont toujours lieu et à l'absence de prise en compte des réfugiés lors du vote.